# Proctarrelabis burmeisteri
Proctarrelabis burmeisteri är en insektsart som beskrevs av Van der Weele 1909. Proctarrelabis burmeisteri ingår i släktet Proctarrelabis och familjen fjärilsländor. Inga underarter finns listade i Catalogue of Life.